# Lithohypna chifengensis
Lithohypna chifengensis är en skalbaggsart som beskrevs av Nikolajev, Wang och Zhang 2011. Lithohypna chifengensis ingår i släktet Lithohypna och familjen Glaphyridae. Inga underarter finns listade i Catalogue of Life.